# Fondation Montagne sûre
 (juin 2024).
Fondation Montagne sûre est une fondation à but non lucratif créée en 2002 afin d'étudier les phénomènes et les problèmes des régions alpines en matière de glaciologie et de nivologie.

## Description
Les associés fondateurs de la fondation Montagne sûre sont la région autonome Vallée d'Aoste, la commune de Courmayeur, le Secours alpin valdôtain et l'Union valdôtaine des guides de haute montagne. L'Unité sanitaire locale (USL) de la Vallée d'Aoste a adhéré le 1er janvier 2010.
Le siège se situe dans la villa Cameron, au Villard de la Palud.

## Activité
Les projets de la fondation Montagne sûre, tels que ClimChAlp - Climate Change, sont cofinancés par l'Union européenne et par la région autonome Vallée d'Aoste.